# Иституто Елизабетине (Тревизо)
Иституто Елизабетине је насеље у Италији у округу Тревизо, региону Венето.
Према процени из 2011. у насељу је живело 14 становника. Насеље се налази на надморској висини од 465 м.